# 道とん堀

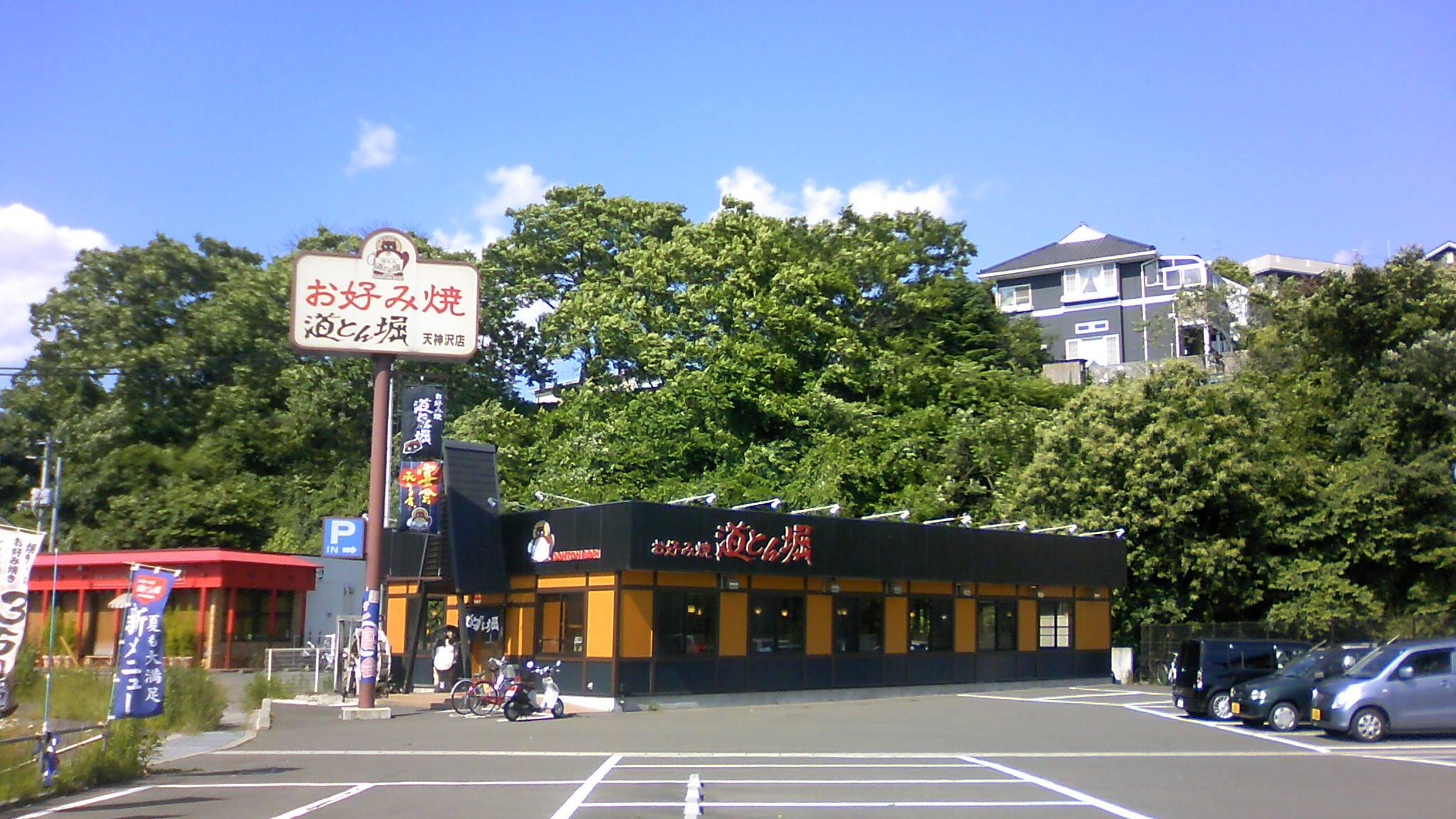
道とん堀天神沢店

株式会社道とん堀（どうとんぼり）は、東京都福生市に本社および第1号店があるお好み焼きチェーン店である。

## 概要
1990年、株式会社道とん堀を設立。東京生まれのお好み焼きチェーン「道とん堀」のほか、「串カツ新世界」、「豚骨ラーメン哲麺」など、約300店舗を全国に展開。「道とん堀」という屋号は、母が営んでいたお好み焼き店の店名を受け継いだもの。
お好み焼き「道とん堀」は、店舗数日本一・日本最大のお好み焼きチェーンである。2007年3月、大阪・道頓堀に大阪本店を出店（2013年9月に、道頓堀にほど近い難波に移転）。2010年より日本国外へ進出をはじめ、2011年7月にタイ・バンコクに、「お好み焼　道とん堀」、「豚骨ラーメン　哲麺」のフランチャイズ1号店をオープンした。台湾・台北市の中心に「お好み焼　道とん堀」初の直営店を2011年10月オープン。

## 事業形態
お好み焼 道とん堀
「お好み焼 道とん堀」は、「ぽんぽこぽん」という掛け声でも有名。
ステーキ＆お好み焼き　熱狂道とん堀
食べ放題専門のお好み焼き店。牛・豚・鶏のステーキを同時に味わえる。現在の支店は池袋(東京都豊島区)・新宿歌舞伎町(東京都新宿区)・御徒町(東京都台東区)・仙台一番町(宮城県仙台市)。
お好み焼肉 道とん堀
オリジナルの焼肉ロースター付鉄板でつくる、本格焼肉とお好み焼きを同時に楽しめる、焼肉屋のコナモンとしてオリジナルメニューを次々と展開。
哲麺
クリーミーな豚骨ラーメンが500円（ワンコイン）で食べられることで知られる「豚骨ラーメン 哲麺」は、2008年よりのれん分け（家系ラーメンとして各支店が「○○代目哲麺」の店名を名乗っている）をはじめた。
石器ラーメン
高田馬場

## 店舗一覧
2023年6月現在、京都府・奈良県・広島県・岡山県・鹿児島県には出店していない。

## テレビ番組
- 日経スペシャル ガイアの夜明け 外食世代交代～逆風下のニューカマーたち～（2009年3月3日、テレビ東京）[5] - 都心のニーズの掘り起こしを取材。